# Hôn nhân cùng giới ở Tây Ban Nha
Hôn nhân cùng giới ở Tây Ban Nha hợp pháp hóa từ ngày 3 tháng 7 năm 2005. Năm 2004, chính phủ của Đảng Công nhân Xã hội chủ nghĩa Tây Ban Nha vừa mới được bầu cử, được lãnh đạo bởi Thủ tướng José Luis Rodríguez Zapatero, bắt đầu chiến dịch hợp pháp hóa hôn nhân đồng tính bao gồm quyền nhận con nuôi của các cặp đồng tính. Sau nhiều tranh luận, luật cho phép hôn nhân đồng tính được Quốc hội Tây Ban Nha (là Quốc hội lưỡng viện của Tây Ban Nha gồm Thượng viện Tây Ban Nha và Đại hội Đại biểu Tây Ban Nha) thông qua vào 30 tháng 6 năm 2005 và công bố vào 2 tháng 7 năm 2005. Hôn nhân cùng giới bắt đầu hợp pháp từ Chủ nhật, ngày 3 tháng 7 năm 2005, đưa Tây Ban Nha trở thành quốc gia thứ ba trên thế giới hợp pháp hóa hôn nhân đồng tính trên cả nước theo sau Hà Lan và Bỉ và trước khi hôn nhân đồng tính được mở rộng hợp pháp hóa trên toàn lãnh thổ Canada 17 ngày.
Việc phê chuẩn điều luật này không phải là không có sự phản đối mặc dù 66% người dân ủng hộ. Những nhà lãnh đạo Công giáo La Mã đặc biệt cương quyết phản đối và chỉ trích rằng việc này sẽ làm suy yếu đi ý nghĩa của hôn nhân. Những tổ chức khác bày tỏ sự lo ngại về việc nhận con nuôi của các cặp đồng tính. Biểu tình ủng hộ lẫn chống đối dự luật lôi kéo hàng ngàn người trên khắp các vùng của Tây Ban Nha. Sau khi dự luật này được phê chuẩn, Đảng Nhân dân Tây Ban Nha, một đảng bảo thủ đã kiện luật này ra Tòa án hiến pháp Tây Ban Nha.
Khoảng 4.500 cặp đôi cùng giới cưới nhau ở Tây Ban Nha trong năm đầu tiên sau khi luật được thông qua. Chẳng bao lâu sau khi luật được thông qua, nhiều câu hỏi xuất hiện xoay quanh vấn đề hợp pháp của hôn nhân cùng giới đối với người ngoại quốc đến từ đất nước không cho phép kết hôn cùng giới. Bộ Tư pháp quy định rằng luật này cho phép một công dân Tây Ban Nha cưới một người ngoại quốc bất kể đất nước của người đó có cho phép hay không. Ít nhất một trong hai người phải là công dân Tây Ban Nha và hai người ngoại quốc vẫn có thể cưới nhau nếu họ sinh sống hợp pháp tại Tây Ban Nha.
Đảng Nhân dân Tây Ban Nha đã thắng áp đảo trong cuộc bầu cử Quốc hội 2011 và người đứng đầu Mariano Rajoy nói rằng ông phản đối hôn nhân cùng giới, tuy nhiên quyết định có bãi bỏ luật này hay không phải chờ phán quyết của Tòa Hiến pháp. Ngày 6 tháng 11 năm 2012, luật này được Tòa Hiến pháp quyết định giữ lại với 8 phiếu ủng hộ và 3 phiếu chống. Bộ trưởng Tư pháp Alberto Ruiz-Gallardón tuyên bố chính phủ sẽ tôn trọng luật này và nó sẽ không bị hủy bỏ.

## Lịch sử
Trong thập niên 1990 và đầu thập niên 2000, nhiều hội đồng thành phố và cộng đồng tự trị đã cho phép các cặp đôi được đăng ký cùng chung sống (tiếng Tây Ban Nha: unión de hecho, pareja de hecho hay pareja estable) nhằm đem lại quyền lợi cho những cặp chưa kết hôn với nhau ở bất kỳ giới tính nào mặc dù tác động hầu như chỉ mang tính biểu tượng. Các cơ quan đăng ký cuối cùng đã được thành lập ở tất cả 17 cộng đồng tự trị của Tây Ban Nha: Catalonia (1998), Aragon (1999), Navarre (2000), Castile-La Mancha (2000), Valencia (2001), Balearic Islands (2001), Madrid (2001), Asturias (2002), Castile and León (2002), Andalusia (2002), Canary Islands (2003), Extremadura (2003), Xứ Basque (2003), Cantabria (2005), Galicia (2008), La Rioja (2010) Murcia (2018) và ở cả hai thành phố tự trị là Ceuta (1998) và Melilla (2008). Luật pháp Tây Ban Nha đã cho phép người độc thân được nhận con nuôi do đó hiển nhiên một cặp đôi cùng giới có thể nhận con nuôi nhưng người bạn đời không phải là cha/mẹ hợp pháp kia sẽ không có quyền nếu mối quan hệ đó chấm dứt hoặc người cha/mẹ hợp pháp qua đời. Hôn nhân cùng giới không được công nhận hợp pháp ở cộng đồng tự trị, do Hiến pháp Tây Ban Nha trao toàn quyền hợp pháp hóa hôn nhân cho Nhà nước.

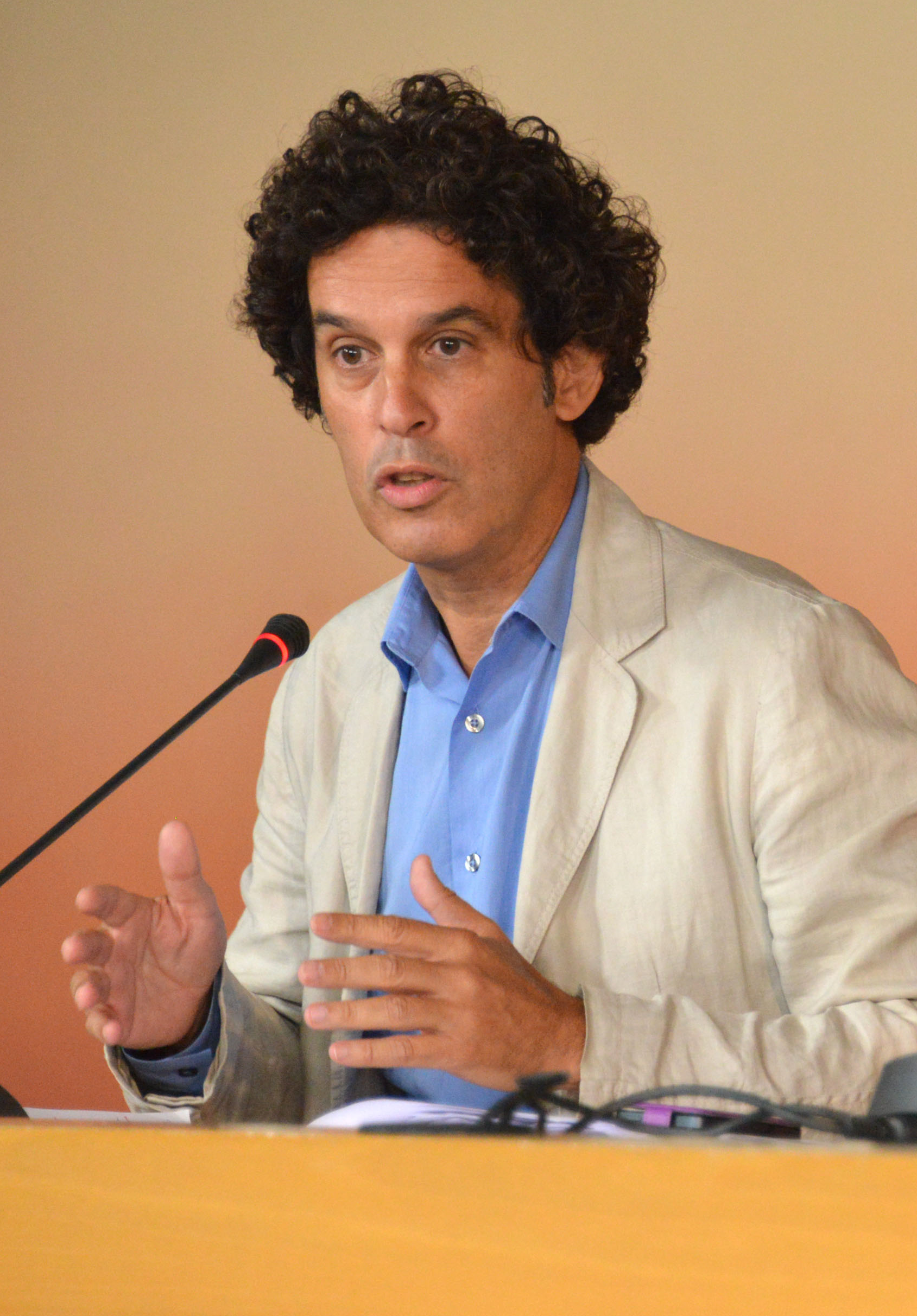
Chính trị gia Pedro Zerolo là một trong những nhà hoạt động cho LGBT quan trọng nhất trong lịch sử Tây Ban Nha và là một trong những người có vai trò lớn nhất trong thúc đẩy mở rộng quyền kết hôn và nhận con nuôi cho các cặp cùng giới ở nước này.

Tuyên ngôn của Đảng Xã hội (PSOE) cho cuộc tổng tuyển cử năm 2004 bao gồm cam kết sửa đổi Bộ luật Dân sự nhằm giới thiệu hôn nhân cùng giới, công nhận tình trạng pháp lí của hôn nhân cùng giới giống với hôn nhân khác giới nhằm "đảm bảo công bằng xã hội và pháp lý đầy đủ cho những người đồng tính". Sau chiến thắng của Đảng xã hội trong cuộc bầu cử, Thủ tướng mới José Luis Rodríguez Zapatero tuyên thệ trong bài diễn văn nhậm chức của mình về sự thay đổi này: "Khoảnh khắc này cuối cùng đã đến và đặt dấu chấm hết cho tất cả những phân biệt đối xử không thể chấp nhận được mà nhiều người Tây Ban Nha phải từng gánh chịu vì xu hướng tính dục của họ.... Do đó, chúng tôi sẽ sửa đổi Bộ luật Dân sự để công nhận quyền bình đẳng kết hôn cho những người này cùng với các tác động của nó đến quyền thừa kế, quyền lao động và bảo vệ an sinh xã hội". Ngày 30 tháng 6 năm 2004, Bộ trưởng Bộ Tư pháp Juan Fernando López Aguilar tuyên bố rằng Đại hội đại biểu đã phê chuẩn tạm thời một kế hoạch lập pháp của chính phủ để mở rộng quyền được kết hôn của các cặp đôi cùng giới. López Aguilar cũng đã công bố hai đề xuất được giới thiệu bởi Đảng Hội tụ và Liên minh của Catalonia: một đề xuất nhằm công nhận tình trạng pháp lý trong Luật hôn nhân cơ bản cho cả các cặp đôi cùng giới và khác giới (parejas de hecho, "de facto unions"), trong khi đề xuất còn lại cho phép những người chuyển giới có thể đổi tên một cách hợp pháp và chọn lựa giới tính cho mình mà không bị ràng buộc về việc phẫu thuật chuyển giới. Dự luật liên quan đến hôn nhân cùng giới đã được phê duyệt bởi Nội các vào ngày 1 tháng 10 năm 2004, đệ trình lên Quốc hội vào ngày 31 tháng 12 và được Đại hội đại biểu thông qua vào ngày 21 tháng 4 năm 2005. Tuy nhiên, dự luật đã bị Thượng viện bác bỏ vào ngày 22 tháng 6 năm 2005, do phe đối lập là Đảng Nhân dân nắm giữ đa số ghế tại vị trí này. Dự luật được chuyển lại cho Hạ viện nơi có quyền gạt bỏ quyết định của Thượng viện và cuối cùng được thông qua vào 30 tháng 6 năm 2005 với 187 phiếu thuận, 147 phiếu chống và 4 phiếu trắng.
Với sự chấp thuận cuối cùng và việc dự luật trên được ban hành vào ngày 2 tháng 7 năm 2005, Tây Ban Nha trở thành quốc gia thứ ba trên thế giới chính thức hợp pháp hóa hôn nhân cùng giới trên toàn quốc, chỉ sau Hà Lan và Bỉ.
Đám cưới cùng giới đầu tiên diễn ra 8 ngày sau khi dự luật trở thành luật và được Carlos Baturín và Emilio Menéndez tổ chức tại phòng hội đồng ở Tres Cantos, ngoại ô Madrid. Đám cưới đầu tiên giữa hai phụ nữ diễn ra ở Barcelona 7 ngày sau đó.
Mặc dù quá trình dẫn tới quyền bình đẳng trải qua nhiều bước, vẫn có một khe hở pháp lí: nếu một cặp đồng tính nữ sinh con, người mẹ phi huyết thống của đứa con vẫn chưa được xem là mẹ hợp pháp của đứa trẻ mà phải trải qua một thủ tục pháp lý dài để nhận con. Trong khi đó quyền này lại hợp pháp đối với một cặp dị tính (cho dù có kết hôn hay không): một người cha dượng có thể tuyên bố con riêng của vợ là con của ông ta mà không cần một thủ tục pháp lý nào. Ngày 7 tháng 11 năm 2006, chính phủ bổ sung phần trợ giúp sinh sản vào điều luật, cho phép người mẹ phi huyết thống được coi là mẹ của đứa trẻ, cùng với người mẹ huyết thống.

### Quá trình phê chuẩn Luật 13/2005
Dự luật được công bố vào ngày 30 tháng 6 năm 2004 bởi Bộ trưởng Bộ Tư pháp được Tổng Hội đồng Tư pháp nghiên cứu. Mặc dù Tổng Hội đồng thừa nhận rằng không thể chấp nhận sự kỳ thị đối với người đồng tính, việc mở rộng hôn nhân ra cho các cặp đôi cùng giới (bao gồm việc nhận con chung) là một việc khá hệ trọng. Tổng Hội đồng tranh luận rằng việc mở rộng đó không được yêu cầu trong Hiến pháp và có thể chấm dứt việc kỳ thị bằng những biện pháp pháp lý khác như là mở rộng kết hợp dân sự.
Trước báo cáo không khả quan này, chính phủ trình dự luật lên Quốc hội vào 1 tháng 10 năm 2004. Dù có sự chống đối của Đảng Nhân dân và những thành viên của Đảng Liên minh Dân chủ Catalonia, những đảng khác trong Quốc hội vẫn ủng hộ cuộc cải cách. Ngày 21 tháng 4 năm 2005, Quốc hội thông qua dự luật với 183 phiếu thuận (bao gồm một thành viên của Đảng Nhân dân), 136 phiếu chống và 6 phiếu trắng. Dự luật cho phép hôn nhân cùng giới ở Tây Ban Nha diễn ra trong thời gian ngắn: khi chỉ có một đoạn luật được thêm vào mục 44 của Luật Công dân, đề cập rằng Hôn nhân có những điều kiện cần và tác động đến những người liên quan bất kể là cùng hay khác giới tính.
| Đảng                                                 | Số phiếu thuận | Số phiếu chống | Số phiếu trắng                                                                                    | Thành viên vắng mặt (không tham gia bỏ phiếu) |
| ---------------------------------------------------- | --- | --- | ------------------------------------------------------------------------------------------------- | --- |
| G Đảng Công nhân Xã hội chủ nghĩa Tây Ban Nha (PSOE) | 157 - María del Rosario de Aburto Baselga - José Acosta Cubero - Carmen Alborch - María Angustias Alcázar Escribano - Alejandro Alonso Núñez - José Antonio Alonso - Eloisa Álvarez Oteo - Emilio Amuedo Moral - Francesc Antich - Elviro Aranda Álvarez - Erasmo Juan Manuel Armas Darias - María Antonia de Armengol Criado - María del Mar Arnáiz García - Alfredo Arola Blanquet - Javier Barrero López - Juan Antonio Barrio de Penagos - Meritxell Batet Lamaña - José María Becana Sanahuja - Mario Bedera Bravo - José María Benegas - Ernest Benito Serra - Raimundo Benzal Román - José Blanco López - Rosa Delia Blanco Terán - Mercedes Cabrera - Jesús Caldera Sánchez-Capitán - Carmen Calvo Poyato - Herick Campos Arteseros - María Luisa Carcedo Roces - Francisco Xavier Carro Garrote - Yolanda Casaus Rodríguez - Carolina Castillejo Hernández - Olivia Cedrés Rodríguez - Carme Chacón - Cipriá Císcar Casabán - María Mercedes Coello Fernández-Trujillo - Montserrat Colldeforns i Sol - Francisco Contreras Pérez - Juan Carlos Corcuera Plaza - Lucila Corral Ruiz - Elvira Cortajarena Iturrioz - María Esther Couto Rivas - Raquel de la Cruz Valentín - Jesús Cuadrado Bausela - Alvaro Cuesta Martínez - Antonio Cuevas Delgado - Teresa Cunillera i Mestres - Manuel Ceferino Díaz Díaz - Susana Díaz Pacheco - Clementina Díez de Baldeón García - María Remedios Elías Cordón - Juan Julián Elola Ramón - Salvador A. de la Encina Ortega - María Escudero Sánchez - Esperança Esteve Ortega - Rafael Estrella Pedrola - Esperança Farrera Granja - María Teresa Fernández de la Vega - Daniel Fernández González - Francisco Miguel Fernández Marugán - Luis Fernández Santos - Alberto Fidalgo Francisco - María Isabel Fuentes González - Sebastián Fuentes Guzmán - Ana María Fuentes Pacheco - José Luis Galache Cortés - Dolores García-Hierro Caraballo - Antonia García Valls - Francisco de Asís Garrido Peña - María Gloria Gómez Santamaría - Carlos González Serna - Pilar Grande Pesquero - Alfonso Guerra - Antonio Gutiérrez Vegara - Miguel Ángel Heredia Díaz - María del Carmen Hermosín Bono - Antonio Hernando Vera - Soledad Herrero Sainz-Rozas - Luis Ángel Hierro Recio - Manuela Holgado Flores - Manuel Huertas Vicente - Ramón Jáuregui Atondo - Agustín Jiménez Pérez - Carmen Juanes Barciela - Joaquín Leguina Herrán - María Lluïsa Lizarraga Gisbert - Óscar López Águeda - Juan Fernando López Aguilar - Diego López Garrido - María Isabel López i Chamosa - María Pilar López Rodríguez - Carmelo López Villena - Antonio Louro Goyanes - Eduardo Madina Muñoz - Elisenda Malaret García - Carmen Marón Beltrán - Jordi Marsal Muntalá - Remedios Martel Gómez - María Antonia Martínez Higueras - Ángel Martínez Sanjuán - Manuel Mas i Estela - José Ramón Mateos Martín - Victorino Mayoral Cortés - Jesús Membrado Giner - Arantza Mendizábal Gorostiaga - María Virtudes Monteserín Rodríguez - José Montilla - Carmen Montón - Juan Moscoso del Prado Hernández - Pedro José Muñoz González - Lourdes Muñoz Santamaría - Cristina Narbona Ruiz - Encarnación Niño Rico - Isabel María Oliver Sagreras - José Oria Galloso - María del Carmen Ortiz Rivas - Montserrat Palma i Muñoz - Jordi Pedret Grenzner - Alfonso Perales Pizarro - María Dolores Pérez Anguita - María Soledad Pérez Domínguez - Alfredo Pérez Rubalcaba - Margarita Pin Arboledas - José Pliego Cubero - Rosa Lucía Polonio Contreras - María Josefa Porteiro García - María Isabel Pozuelo Meño - María Dolors Puig Gasol - Sebastián Quirós Pulgar - Juan Luis Rascón Ortega - María Soraya Rodríguez Ramos - Rafael Román Guerrero - Eva Sáenz Royo - Àlex Sàez Jubero - María Isabel Salazar Bello - María C. Sánchez Díaz - María Josefa Sánchez Rubio - Josep Antoni Santamaría i Mateo - Pedro Saura García - Juana Serna Masiá - Jordi Sevilla Segura - Julián Simón de la Torre - Celestino Suárez González - Domingo Miguel Tabuyo Romero - Luis Juan Tomás García - Clemencia Torrado Rey - Ricard Torres Balaguer - Siro Torres García - José Andrés Torres Mora - Gerardo Torres Sahuquillo - Javier Torres Vela - Agustín Turiel Sandín - Pilar Unzalu Pérez de Eulate - Francesc Vallès Vives - Rosario Velasco García - Teresa Villagrasa Pérez - Julio Villarrubia Mediavilla | – | –                                                                                                 | 7 - Magdalena Álvarez - María Rosario Juaneda Zaragoza - Manuel Marín - María Gràcia Muñoz Salvà - Gloria Elena Rivero Alcover - José Luis Rodríguez Zapatero - Miguel Ángel Moratinos |
| Đảng Nhân dân Tây Ban Nha (PP)                       | 1 - Celia Villalobos | 133 - Ángel Jesús Acebes Paniagua - Juan Manuel Albendea Pabón - Amador Álvarez - Carlos Aragonés Mendiguchía - Miguel Arias Cañete - Gustavo de Arístegui y San Román - Elías Arribas Aragonés - Marisa Arrúe Bergareche - Ignacio Astarloa - Manuel Atencia Robledo - Andrés J. Ayala Sánchez - José Eugenio Azpiroz Villar - Alejandro Fco. Ballestero de Diego - Fátima Báñez García - Rogelio Baón Ramírez - Miguel Barrachina Ros - José Luis Bermejo Fernández - José Antonio Bermúdez de Castro Fernández - Leopoldo Bertrand de la Riera - Jaime del Burgo - Tomás Burgos Gallego - Carlos Javier Cabrera Matos - Joaquín Calomarde - José Ramón Calpe Saera - Susana Camarero - Miguel Campoy Suárez - María Amelia Caracuel del Olmo - Fernando Vicente Castelló Boronat - Gabriel Cisneros Laborda - Miguel Ángel Cortés Marín - José Ignacio Echániz Salgado - Gabriel Elorriaga Pisarik - Antonio Erias Rey - Héctor Esteve Ferrer - Enrique Fajarnés Ribas - Adolfo Fernández Aguilar - Arsenio Fernández de Mesa Díaz del Río - Jorge Fernández Díaz - Javier Fernández-Lasquetty Blanc - José Folgado Blanco - María Ángeles Font Bonmati - Luis Gámir - Joaquín María García Díez - Julia García-Valdecasas Salgado - Alberto Garre López - Ignacio Gil - Javier Gómez Darmendrail - Concepción González Gutiérrez - Armando González López - Francisco Antonio González Pérez - Adolfo Luis González Rodríguez - María del Pilar González Segura - Sebastián González Vázquez - Antonio Gutiérrez Molina - Rafael Hernando Fraile - Iñigo Herrera Martínez Campos - Santiago Lanzuela Marina - María Teresa de Lara Carbó - Verónica Lope Fontagne - Germán López Iglesias - Fernando López-Amor García - Jesús López-Medel Bascones - Teófilo de Luis Rodríguez - José Madero Jarabo - Ana María Madrazo Díaz - Jesús Andrés Mancha Cadenas - Carlos Mantilla Rodríguez - Guillermo Mariscal Anaya - Luis Marquínez Marquínez - María Eugenia Martín Mendizábal - Miguel Ángel Martín Soledad - José Joaquín Martínez Sieso - Vicente Martínez-Pujalte - Carmen Matador de Matos - Juan José Matarí Sáez - Pablo Matos Mascareño - Lourdes Méndez Monasterio - Rafael Merino López - José María Michavila - Mario Mingo Zapatero - Sandra Moneo Díez - Macarena Montesinos de Miguel - Jorge Moragas Sánchez - Juan Morano Masa - Ramón Moreno Bustos - María Ángeles Muñoz Uriol - Francisco Murcia Barceló - Dolors Nadal i Aymerich - María Encarnación Naharro de Mora - Eugenio Nasarre Goicoechea - José Luis del Ojo Torres - María Asunción Oltra Torres - José Domingo Oreiro Rodríguez - Julio Padilla Carballada - Ana Palacio Vallelersundi - María Dolores Pan Vázquez - Ana Pastor Julián - Pío Pérez Laserna - Ángel Pintado Barbanoj - Jesús María Posada Moreno - Patricia del Pozo Fernández - Gabino Puche Rodríguez-Acosta - María del Carmen Quintanilla Barba - María Àngels Ramón-Llin Martínez - Cándido Reguera Díaz - César Antonio Rico Ruiz - Francisco Ricomá de Castellarnau - María Elvira Rodríguez Herrer - Beatriz Rodríguez-Salmones Cabeza - María Mercedes Roldós Caballero - María Jesús Sainz García - María Salom Coll - Juan Salord Torrent - Carlos Casimiro Salvador Armendáriz - Julio César Sánchez Fierro - Celinda Sánchez García - José Avelino Sánchez Menéndez - Aurelio Sánchez Ramos - Juan Santaella Porras - María Enriqueta Seller Roca de Togores - Federico Souvirón García - Baudilio Tomé Muguruza - Ana Torme Pardo - Luis de Torres Gómez - Federico Trillo - Francisco Utrera Mora - José Félix Vadillo Arnáez - Francisco Vañó Ferre - Ana Belén Vázquez Blanco - Elvira Velasco Morillo - Juan Carlos Vera Pró - Francisco José Villar García-Moreno - Eduardo Zaplana | 2 - Alicia Castro Masaveu - Gonzalo Robles Orozco                                                 | 12 - Javier Arenas - Celso Luis Delgado Arce - Blanca Fernández de Capel Baños - Isidro Fernández Rozada - Juan Carlos Guerra Zunzunegui - José María Lassalle Ruiz - Jesús Merino Delgado - Mariano Rajoy - María Soraya Sáenz de Santamaría Antón - Alicia Sánchez-Camacho i Pérez - María Pía Sánchez Fernández - Roberto Soravilla Fernández |
| Đảng Hội tụ và Liên minh Catalonia (CiU)             | 2 - Carles Campuzano i Canadés - Mercè Pigem i Palmès | 3 - Pere Grau i Buldú - Josep Maria Guinart i Solà - Josep Sánchez i Llibre | 4 - Jordi Jané i Guasch - Josep Maldonado i Gili - Jordi Vilajoana i Rovira - Jordi Xuclà i Costa | 1 - Josep Antoni Duran i Lleida |
| Đảng Cộng hòa Cánh tả Catalonia (ERC)                | 8 - Josep Andreu Domingo - Rosa María Bonàs i Pahisa - Francesc Canet Coma - Agustí Cerdà i Argent - Joan Puig Cordon - Joan Puigcercós - Jordi Ramon Torres - Joan Tardà i Coma | – | –                                                                                                 | – |
| Đảng Dân tộc chủ nghĩa Basque (EAJ/PNV)              | 5 - José Ramón Beloki Guerra - Josu Iñaki Erkoreka Gervasio - Aitor Esteban Bravo - Iñaki Txueka Isasti - Margarita Uria Etxebarria | – | –                                                                                                 | 2 - Pedro María Azpiazu Uriarte - Emilio Olabarría Muñoz |
| Liên minh Cánh tả thống nhất (IU)                    | 5 - María Carme García Suárez - Joan Herrera Torres - Gaspar Llamazares Trigo - Isaura Navarro - Ángel Pérez Martínez | – | –                                                                                                 | – |
| Liên minh Canaria (CC)                               | 1 - Luis Mardones Sevilla | – | –                                                                                                 | 2 - Paulino Rivero - Román Rodríguez Rodríguez |
| Khối Dân tộc chủ nghĩa Galician (BNG)                | 1 - Francisco Rodríguez Sánchez | – | –                                                                                                 | 1 - María Olaia Fernández Dávila |
| Liên minh Aragon (CHA)                               | 1 - José Antonio Labordeta Subías | – | –                                                                                                 | – |
| Đảng Đoàn kết Basque (EA)                            | 1 - Begoña Lasagabaster Olazabal | – | –                                                                                                 | – |
| Đảng Nafarroa Bai (NaBai)                            | 1 - María Uxue Barkos Berruezo | – | –                                                                                                 | – |
| Tổng cộng                                            | 183 | 136 | 6                                                                                                 | 25 |

Cùng với những điều khoản Hiến pháp, văn bản thông qua chấp thuận của Quốc hội được nộp cho Thượng viện, cơ quan cuối cùng quyết định thông qua, thay đổi hay phủ quyết. Ngày 21 tháng 6 năm 2005, những chuyên gia được gọi tới Thượng viện để tham gia tranh luận về vấn đề này. Ý kiến của các chuyên gia rất khác nhau, vài chuyên gia cho rằng việc người đồng tính nhận con nuôi không có tác động tới sự phát triển của một đứa trẻ, trừ khả năng chúng cởi mở nhiều hơn đối với đồng tính luyến ái. Tuy nhiên nhà tâm thần học Aquilino Polaino mà Đảng Nhân dân gọi là chuyên gia cho rằng đồng tính luyến ái là một chứng rối loạn xúc cảm và bệnh lý. Giữa những quả quyết khác dẫn đến cuộc tranh luận, ông cho rằng "nhiều người đồng tính có tiền sử bị lạm dụng hiếp dâm khi còn nhỏ" và rằng những người đồng tính thường có gia đình trong đó người cha "không thân thiện, nghiện rượu và xa cách" và người mẹ "bảo vệ quá đáng" đối với con trai và "lạnh lùng" với con gái. Những thành viên nổi bật của Đảng Nhân dân sau đó đã bác bỏ lập luận của Polaino.
Thượng viện đã phủ quyết đoạn văn bản do Quốc hội nộp. Sự phủ quyết này được đề xuất bởi đảng có đa số ghế là Đảng Nhân dân và Đảng Liên minh Dân chủ của Catalonia, được quyết định bởi 131 phiếu thuận, 119 phiếu chống và 2 phiếu trắng. Do đó, văn bản được gửi trả lại cho Quốc hội. Ngày 30 tháng 6 năm 2005, đoạn văn bản này được Quốc hội thông qua cùng với những điều khoản trong Hiến pháp nên có quyền gạt bỏ quyền phủ quyết của Thượng viện. Quyết định này có được từ 187 phiếu thuận (bao gồm một thành viên của Đảng Nhân dân là Celia Villalobos), 147 phiếu chống và 4 phiếu trắng. Phủ quyết của Thượng viện bị gạt bỏ do đó dự luật được thông qua. Cuộc bỏ phiếu được tổ chức sau khi Zapatero bất ngờ phát biểu trước quốc hội rằng Chúng ta mở rộng cơ hội có được hạnh phúc cho láng giềng của chúng ta, đồng nghiệp của chúng ta, bạn bè của chúng ta và người thân của chúng ta. Cùng lúc đó, chúng ta xây dựng một xã hội tử tế. Lãnh đạo của Đảng Nhân dân Mariano Rajoy bị từ chối cơ hội diễn thuyết trước Quốc hội sau khi Zapatero phát biểu và tố cáo Zapatero đã chia rẽ xã hội Tây Ban Nha.
| Đảng                                                 | Số phiếu thuận | Số phiếu chống | Số phiếu trắng                                                                                    | Thành viên vắng mặt (không tham gia bỏ phiếu)                                                                                              |
| ---------------------------------------------------- | --- | --- | ------------------------------------------------------------------------------------------------- | --- |
| G Đảng Công nhân Xã hội chủ nghĩa Tây Ban Nha (PSOE) | 159 - María del Rosario de Aburto Baselga - José Acosta Cubero - Carmen Alborch - María Angustias Alcázar Escribano - Alejandro Alonso Núñez - José Antonio Alonso - Magdalena Álvarez - Eloisa Álvarez Oteo - Emilio Amuedo Moral - Francesc Antich - Elviro Aranda Álvarez - Erasmo Juan Manuel Armas Darias - María Antonia de Armengol Criado - María del Mar Arnáiz García - Alfredo Arola Blanquet - Javier Barrero López - Juan Antonio Barrio de Penagos - Meritxell Batet Lamaña - José María Becana Sanahuja - Mario Bedera Bravo - José María Benegas - Ernest Benito Serra - Raimundo Benzal Román - Mercedes Cabrera - Jesús Caldera Sánchez-Capitán - Carmen Calvo Poyato - Herick Campos Arteseros - María Luisa Carcedo Roces - Francisco Xavier Carro Garrote - Yolanda Casaus Rodríguez - Carolina Castillejo Hernández - Olivia Cedrés Rodríguez - Carme Chacón - Cipriá Císcar Casabán - María Mercedes Coello Fernández-Trujillo - Montserrat Colldeforns i Sol - Francisco Contreras Pérez - Juan Carlos Corcuera Plaza - Lucila Corral Ruiz - Elvira Cortajarena Iturrioz - María Esther Couto Rivas - Raquel de la Cruz Valentín - Jesús Cuadrado Bausela - Alvaro Cuesta Martínez - Antonio Cuevas Delgado - Teresa Cunillera i Mestres - Manuel Ceferino Díaz Díaz - Susana Díaz Pacheco - Clementina Díez de Baldeón García - María Remedios Elías Cordón - Juan Julián Elola Ramón - Salvador A. de la Encina Ortega - María Escudero Sánchez - Esperança Esteve Ortega - Rafael Estrella Pedrola - Esperança Farrera Granja - María Teresa Fernández de la Vega - Daniel Fernández González - Francisco Miguel Fernández Marugán - Luis Fernández Santos - Alberto Fidalgo Francisco - María Isabel Fuentes González - Sebastián Fuentes Guzmán - Ana María Fuentes Pacheco - José Luis Galache Cortés - Antonia García Valls - Francisco de Asís Garrido Peña - María Gloria Gómez Santamaría - Carlos González Serna - Pilar Grande Pesquero - Alfonso Guerra - Antonio Gutiérrez Vegara - Miguel Ángel Heredia Díaz - María del Carmen Hermosín Bono - Antonio Hernando Vera - Soledad Herrero Sainz-Rozas - Luis Ángel Hierro Recio - Manuela Holgado Flores - Manuel Huertas Vicente - Ramón Jáuregui Atondo - Agustín Jiménez Pérez - María Rosario Juaneda Zaragoza - Carmen Juanes Barciela - Joaquín Leguina Herrán - María Lluïsa Lizarraga Gisbert - Óscar López Águeda - Juan Fernando López Aguilar - Diego López Garrido - María Isabel López i Chamosa - María Pilar López Rodríguez - Carmelo López Villena - Antonio Louro Goyanes - Eduardo Madina Muñoz - Elisenda Malaret García - Manuel Marín - Carmen Marón Beltrán - Jordi Marsal Muntalá - Remedios Martel Gómez - María Antonia Martínez Higueras - Ángel Martínez Sanjuán - Manuel Mas i Estela - José Ramón Mateos Martín - Victorino Mayoral Cortés - Jesús Membrado Giner - Arantza Mendizábal Gorostiaga - María Virtudes Monteserín Rodríguez - José Montilla - Carmen Montón - Juan Moscoso del Prado Hernández - Pedro José Muñoz González - María Gràcia Muñoz Salvà - Lourdes Muñoz Santamaría - Cristina Narbona Ruiz - Encarnación Niño Rico - Isabel María Oliver Sagreras - José Oria Galloso - María del Carmen Ortiz Rivas - Montserrat Palma i Muñoz - Jordi Pedret Grenzner - Alfonso Perales Pizarro - María Dolores Pérez Anguita - Alfredo Pérez Rubalcaba - Margarita Pin Arboledas - José Pliego Cubero - Rosa Lucía Polonio Contreras - María Josefa Porteiro García - María Isabel Pozuelo Meño - María Dolors Puig Gasol - Sebastián Quirós Pulgar - Juan Luis Rascón Ortega - Gloria Elena Rivero Alcover - María Soraya Rodríguez Ramos - José Luis Rodríguez Zapatero - Rafael Román Guerrero - Eva Sáenz Royo - Àlex Sàez Jubero - María Isabel Salazar Bello - María C. Sánchez Díaz - María Josefa Sánchez Rubio - Josep Antoni Santamaría i Mateo - Pedro Saura García - Juana Serna Masiá - Jordi Sevilla Segura - Julián Simón de la Torre - Celestino Suárez González - Domingo Miguel Tabuyo Romero - Luis Juan Tomás García - Clemencia Torrado Rey - Ricard Torres Balaguer - Siro Torres García - José Andrés Torres Mora - Gerardo Torres Sahuquillo - Javier Torres Vela - Agustín Turiel Sandín - Pilar Unzalu Pérez de Eulate - Francesc Vallès Vives - Rosario Velasco García - Teresa Villagrasa Pérez - Julio Villarrubia Mediavilla | – | –                                                                                                 | 5 - José Blanco López - Rosa Delia Blanco Terán - Dolores García-Hierro Caraballo - Miguel Ángel Moratinos - María Soledad Pérez Domínguez |
| Đảng Nhân dân Tây Ban Nha (PP)                       | 1 - Celia Villalobos Talero | 143 - Ángel Jesús Acebes Paniagua - Juan Manuel Albendea Pabón - Amador Álvarez - Carlos Aragonés Mendiguchía - Javier Arenas - Miguel Arias Cañete - Gustavo de Arístegui y San Román - Elías Arribas Aragonés - Marisa Arrúe Bergareche - Ignacio Astarloa - Manuel Atencia Robledo - Andrés J. Ayala Sánchez - José Eugenio Azpiroz Villar - Alejandro Fco. Ballestero de Diego - Fátima Báñez García - Rogelio Baón Ramírez - Miguel Barrachina Ros - José Luis Bermejo Fernández - José Antonio Bermúdez de Castro Fernández - Leopoldo Bertrand de la Riera - Jaime del Burgo - Tomás Burgos Gallego - Carlos Javier Cabrera Matos - Joaquín Calomarde - José Ramón Calpe Saera - Susana Camarero - Miguel Campoy Suárez - María Amelia Caracuel del Olmo - Fernando Vicente Castelló Boronat - Alicia Castro Masaveu - Gabriel Cisneros Laborda - Miguel Ángel Cortés Marín - Celso Luis Delgado Arce - José Ignacio Echániz Salgado - Gabriel Elorriaga Pisarik - Antonio Erias Rey - Héctor Esteve Ferrer - Enrique Fajarnés Ribas - Adolfo Fernández Aguilar - Blanca Fernández de Capel Baños - Arsenio Fernández de Mesa Díaz del Río - Jorge Fernández Díaz - Isidro Fernández Rozada - Javier Fernández-Lasquetty Blanc - José Folgado Blanco - María Ángeles Font Bonmati - Luis Gámir - Joaquín María García Díez - Julia García-Valdecasas Salgado - Alberto Garre López - Ignacio Gil - Javier Gómez Darmendrail - Concepción González Gutiérrez - Armando González López - Francisco Antonio González Pérez - Adolfo Luis González Rodríguez - María del Pilar González Segura - Sebastián González Vázquez - Juan Carlos Guerra Zunzunegui - Antonio Gutiérrez Molina - Iñigo Herrera Martínez Campos - Santiago Lanzuela Marina - María Teresa de Lara Carbó - José María Lassalle Ruiz - Verónica Lope Fontagne - Germán López Iglesias - Fernando López-Amor García - Jesús López-Medel Bascones - Teófilo de Luis Rodríguez - José Madero Jarabo - Ana María Madrazo Díaz - Jesús Andrés Mancha Cadenas - Carlos Mantilla Rodríguez - Guillermo Mariscal Anaya - Luis Marquínez Marquínez - María Eugenia Martín Mendizábal - Miguel Ángel Martín Soledad - José Joaquín Martínez Sieso - Vicente Martínez-Pujalte - Carmen Matador de Matos - Juan José Matarí Sáez - Pablo Matos Mascareño - Lourdes Méndez Monasterio - Jesús Merino Delgado - Rafael Merino López - José María Michavila - Mario Mingo Zapatero - Sandra Moneo Díez - Macarena Montesinos de Miguel - Juan Morano Masa - Ramón Moreno Bustos - María Ángeles Muñoz Uriol - Francisco Murcia Barceló - Dolors Nadal i Aymerich - María Encarnación Naharro de Mora - Eugenio Nasarre Goicoechea - José Luis del Ojo Torres - María Asunción Oltra Torres - José Domingo Oreiro Rodríguez - Julio Padilla Carballada - María Dolores Pan Vázquez - Ana Pastor Julián - Pío Pérez Laserna - Ángel Pintado Barbanoj - Jesús María Posada Moreno - Patricia del Pozo Fernández - Gabino Puche Rodríguez-Acosta - María del Carmen Quintanilla Barba - Mariano Rajoy - María Angels Ramón-Llin Martínez - Cándido Reguera Díaz - César Antonio Rico Ruiz - Francisco Ricomá de Castellarnau - Gonzalo Robles Orozco - María Elvira Rodríguez Herrer - Beatriz Rodríguez-Salmones Cabeza - María Mercedes Roldós Caballero - María Soraya Sáenz de Santamaría Antón - María Jesús Sainz García - María Salom Coll - Juan Salord Torrent - Carlos Casimiro Salvador Armendáriz - Julio César Sánchez Fierro - Celinda Sánchez García - José Avelino Sánchez Menéndez - Aurelio Sánchez Ramos - Alicia Sánchez-Camacho i Pérez - Juan Santaella Porras - María Enriqueta Seller Roca de Togores - Roberto Soravilla Fernández - Federico Souvirón García - Baudilio Tomé Muguruza - Ana Torme Pardo - Luis de Torres Gómez - Federico Trillo - Francisco Utrera Mora - José Félix Vadillo Arnáez - Francisco Vañó Ferre - Ana Belén Vázquez Blanco - Elvira Velasco Morillo - Juan Carlos Vera Pró - Francisco José Villar García-Moreno - Eduardo Zaplana | –                                                                                                 | 4 - Rafael Hernando Fraile - Jorge Moragas Sánchez - Ana Palacio Vallelersundi - María Pía Sánchez Fernández                               |
| Đảng Hội tụ và Liên minh Catalonia (CiU)             | 2 - Carles Campuzano i Canadés - Mercè Pigem i Palmès | 4 - Josep Antoni Duran i Lleida - Pere Grau i Buldú - Josep Maria Guinart i Solà - Josep Sánchez i Llibre | 4 - Jordi Jané i Guasch - Josep Maldonado i Gili - Jordi Vilajoana i Rovira - Jordi Xuclà i Costa | – |
| Đảng Cộng hòa Cánh tả Catalonia (ERC)                | 8 - Josep Andreu Domingo - Rosa María Bonàs i Pahisa - Francesc Canet Coma - Agustí Cerdà i Argent - Joan Puig Cordon - Joan Puigcercós - Jordi Ramon Torres - Joan Tardà i Coma | – | –                                                                                                 | – |
| Đảng Dân tộc chủ nghĩa Basque (EAJ/PNV)              | 5 - Pedro María Azpiazu Uriarte - José Ramón Beloki Guerra - Aitor Esteban Bravo - Emilio Olabarría Muñoz - Margarita Uria Etxebarria | – | –                                                                                                 | 2 - Iñaki Txueka Isasti - Josu Iñaki Erkoreka Gervasio                                                                                     |
| Liên minh Cánh tả thống nhất (IU)                    | 5 - María Carme García Suárez - Joan Herrera Torres - Gaspar Llamazares Trigo - Isaura Navarro - Ángel Pérez Martínez | – | –                                                                                                 | – |
| Liên minh Canaria (CC)                               | 3 - Luis Mardones Sevilla - Paulino Rivero - Román Rodríguez Rodríguez | – | –                                                                                                 | – |
| Khối Dân tộc chủ nghĩa Galician (BNG)                | 2 - María Olaia Fernández Dávila - Francisco Rodríguez Sánchez | – | –                                                                                                 | – |
| Liên minh Aragon (CHA)                               | 1 - José Antonio Labordeta Subías | – | –                                                                                                 | – |
| Đảng Đoàn kết Basque (EA)                            | – | – | –                                                                                                 | 1 - Begoña Lasagabaster Olazabal |
| Đảng Nafarroa Bai (NaBai)                            | 1 - María Uxue Barkos Berruezo | – | –                                                                                                 | – |
| Tổng cộng                                            | 187 | 147 | 4                                                                                                 | 12 |

Khi các thông tin đại chúng hỏi nhà vua Juan Carlos rằng ông có ký dự thảo đang được tranh luận tại Quốc hội hay không, ông trả lời rằng ông là quốc vương Tây Ban Nha, chứ không phải quốc vương của Bỉ, có ý ám chỉ nhà vua Bỉ Baudouin đã từ chối ký luật hợp pháp hóa phá thai. Nhà vua với quyền phê chuẩn của hoàng gia có thể làm cho sự phủ quyết của bên lập pháp có hiệu lực. Tuy nhiên, quốc vương đã dùng quyền phê chuẩn của hoàng gia (ngự chuẩn) đối với Luật 13/2005 vào 1 tháng 7 năm 2005 và điều luật được công bố trên Boletín Oficial del Estado ngày 2 tháng 7 và có hiệu lực vào ngày 3 tháng 7. Nhà vua bị những người theo chủ nghĩa Carlist và những người bảo thủ cực hữu chỉ trích vì đã ký điều luật.

## Phản ứng
Việc thông qua dự luật làm chính quyền Công giáo lo ngại, bao gồm Giáo hoàng John Paul II—người cảnh báo về sự suy yếu của những giá trị gia đình—và người kế nhiệm là Giáo hoàng Benedict XVI. Cardinal López Trujillo, chủ tịch Hội đồng Giáo hoàng về Gia đình (Pontifical Council for the Family), nói rằng Giáo hội đã kêu gọi giáo dân khẩn cấp hãy vì quyền tự do tư tưởng mà chống lại điều luật. Ông nói rằng những người làm những công việc có mối liên hệ với việc thực thi hôn nhân cùng giới nên chống đối, ngay cả điều đó có thể làm cho họ bị mất việc. Người ủng hộ quyền đồng tính lập luận rằng khi Giáo hội Công giáo cũng từng chính thức chống lại những cuộc hôn nhân khác giới của những người không theo đạo, sự chống đối đó đã không gây được tiếng vang; ví dụ Giáo hội đã không chống lại được cuộc hôn nhân của thân vương Felipe từng li dị và Letizia Ortiz. Giáo hội không có sự ủng hộ đủ mạnh để lật đổ dự luật mặc dù hơn 60% người Tây Ban Nha tự nhận là thành viên của Giáo hội. Những nhà xã hội học tin rằng nguyên nhân là do chủ nghĩa tự do đã gia tăng đáng kể trong quyền cá nhân những năm gần đây, vị trí mà Giáo hội từng có ảnh hưởng nhất đặc biệt là những vấn đề gia đình. Một cuộc thăm dò cho thấy 3/4 người Tây Ban Nha tin rằng hệ thống nhà thờ đã lạc hậu so với thực tế xã hội. Có người giải thích thêm rằng sự ảnh hưởng của Giáo hội tới người Tây Ban Nha đã suy giảm sau cái chết của một người lãnh đạo chính thể có quan hệ mật thiết với Giáo hội là tướng độc tài Francisco Franco vào năm 1975.
Thủ tướng Zapatero đáp lại chỉ trích của Giáo hội:
Hôn nhân hay gia đình sẽ không bị tổn hại khi hai người cùng giới kết hôn với nhau. Hơn thế, các công dân này giờ đây có khả năng tổ chức cuộc sống của họ theo những chuẩn mực và nhu cầu của hôn nhân và gia đình. Nó không đe dọa cơ sở của hôn nhân mà chính xác là ngược lại: điều luật này công nhận và coi trọng hôn nhân.
Biết rằng nhiều người và cơ quan hết sức bất đồng với sự thay đổi luật này, tôi muốn nói rằng cũng như những cải cách khác đối với luận hôn nhân trước đây, điều luật này sẽ không tạo ra hậu quả xấu, kết quả của nó sẽ chỉ là tránh được sự chịu đựng vô nghĩa của những con người. Một xã hội làm cho công dân của mình tránh được những sự chịu đựng vô nghĩa là một xã hội tốt hơn.

Trong bất kỳ trường hợp nào, tôi muốn bày tỏ sự tôn trọng sâu sắc đối với những người và cơ quan đó và cũng mong muốn rằng tất cả những ai đồng ý phê chuẩn điều luật này cũng có được sự tôn trọng như vậy. Đối với những người đồng tính từng chịu đựng sự lăng mạ và xúc phạm trong nhiều năm, tôi muốn các bạn có được sự can đảm mà các bạn đã thể hiện trong cuộc đấu tranh cho quyền công dân, là một ví dụ cho sự rộng lượng và niềm vui đối với tất cả những quan niệm khác nhau.— Thủ tướng Tây Ban Nha José Luis Rodríguez Zapatero
Vào 19 tháng 6 năm 2005, đã có một cuộc chống đối công cộng đối với điều luật. Những thành viên Đảng Nhân dân dẫn đầu những người chống đối là những giám mục Tây Ban Nha và Diễn đàn Gia đình Tây Ban Nha (Foro Español de la Familia) nói rằng họ đã tập hợp 1,5 triệu người chống lại những gì mà họ coi là đã tấn công vào gia đình truyền thống trong khi đó người của chính phủ ở Madrid tính rằng có 166.000 người ở sự kiện này. Hai tuần sau đó, trùng với ngày diễu hành đồng tính, FELGT (Federación Estatal de Lesbianas, Gays, Transexuales y Bisexuales, Tổ chức những người đồng tính, song tính và chuyển giới ở Tây Ban Nha) ước tính có 2 triệu người tuần hành để ủng hộ điều luật mới trong khi đó nguồn cảnh sát ước tính là 97.000 người. Cả hai cuộc diễu hành đều diễn ra ở Madrid với sự lãnh đạo của Đảng Nhân dân bảo thủ.
Những giám mục Tây Ban Nha cũng cho rằng chính phủ, khi mở rộng quyền kết hôn cho những cặp đôi đồng tính, đã làm suy yếu ý nghĩa của hôn nhân, khái niệm mà họ định nghĩa chỉ dành cho một cặp đôi dị tính. Diễn đàn Gia đình Tây Ban Nha bày tỏ sự lo ngại về khả năng những cặp đồng tính nhận con nuôi và lập luận rằng việc nhận con nuôi không phải là quyền lợi của người nhận nuôi (cha mẹ nuôi) mà là của người được nhận nuôi (con nuôi). Những tổ chức đồng tính đáp lại rằng trên thực tế, việc những cặp đồng tính nhận con nuôi đã xảy ra từ lâu ở Tây Ban Nha, bởi lẽ nhiều cặp đã nuôi nấng những trẻ nhỏ được nhận nuôi bởi một người của cặp đó. Việc một cặp đồng tính nhận con nuôi đã được hợp pháp hóa ở Navarre (2000), xứ Basque (2003), Aragon (2004), Catalonia (2005) và Cantabria (2005) trước khi luật hôn nhân cùng giới hợp pháp hóa việc nhận con nuôi trên toàn quốc. Ngoài ra, ở Asturias (2002), Andalusia (2002) và Extremadura (2003), các cặp đôi cùng giới đã có thể cùng nhau bắt đầu các thủ tục để chăm sóc con cái tạm thời hoặc vĩnh viễn. Những tổ chức này cũng lập luận rằng không có cơ sở khoa học khi cho rằng xu hướng tính dục gây ra những vấn đề trong sự phát triển của con nuôi. Quan điểm này cũng được chính thức ủng hộ bởi Trường Tâm lý Tây Ban Nha, tổ chức cho rằng đồng tính luyến ái không phải là một căn bệnh.
Trong một tiểu sử năm 2008, Sofía, Vương hậu Tây Ban Nha tiết lộ rằng đối với những mối quan hệ cùng giới có cam kết, bà nghiêng về cụm từ "kết hợp dân sự" hơn là "hôn nhân". Bình luận này cùng với những bình luận khác mà hoàng hậu viện ra đã làm cho hoàng gia Tây Ban Nha bị chỉ trích, điều hiếm khi xảy ra, và cung điện Zarzuela phải đưa ra lời xin lỗi cho hoàng hậu vì đã dùng từ "không chính xác". Antonio Poveda, chủ tịch FELGT, nói rằng tổ chức này chấp nhận lời xin lỗi của hoàng hậu nhưng cũng nói thêm rằng cộng đồng đồng tính vẫn còn cảm giác không tốt về hoàng hậu vì những lời bình luận đó. Vua Juan Carlos, người được biết là có tư tưởng tự do hơn vợ rất nhiều, đã rất tức giận vì quyển tự truyện của vợ mình. Theo đó, nhà vua sẽ sa thải những nhân vật chủ chốt của cung điện được cho là đã chính thức phê chuẩn thông qua cho quyển sách ấy.
Trong cuộc Tổng tuyển cử 2011, lãnh đạo Đảng Nhân dân và thủ tướng Mariano Rajoy nói rằng ông cũng nghiêng về cụm từ "kết hợp dân sự" hơn là "hôn nhân" đối với những cặp cùng giới.
Cuối năm 2017, Đảng Xã hội bắt đầu kêu gọi cải cách Hiến pháp Tây Ban Nha, cùng với những thay đổi khác, trong đó sẽ soạn luật lệ hiến pháp hóa hôn nhân cùng giới.
Một số nhà thờ ủng hộ LGBT như Nhà thờ Cộng đồng Đô thị và Nhà thờ Tin Lành Tây Ban Nha hỗ trợ và tổ chức chủ trì các cuộc hôn nhân cùng giới.

## Thách thức chống đối từ các phiên tòa
Ngày 21 tháng 7 năm 2005, một thẩm phán ở thành phố Dénia từ chối cấp đăng ký kết hôn cho một cặp đồng tính nữ. Vị thẩm phán này cũng nộp đơn không thừa nhận điều luật hôn nhân cùng giới lên Tòa Hiến pháp dựa theo Điều 32 của Hiến pháp là "Đàn ông và phụ nữ có quyền kết hôn với đầy đủ quyền bình đẳng pháp lý." Tháng 8 năm 2005, một thẩm phán ở Gran Canaria từ chối cấp đăng ký kết hôn cho ba cặp đồng tính và nộp một đơn không thừa nhận khác. Tháng 12 năm 2005, Tòa Hiến pháp bác bỏ cả hai đơn trên của hai thẩm phán vì họ không đủ tư cách pháp lý để kiện lên Tòa án Hiến pháp. Ngày 30 tháng 9 năm 2005, Đảng Nhân dân quyết định tiến hành một vụ kiện hiến pháp gây ra chia rẽ trong nội bộ đảng. Kết quả được công bố ngày 6 tháng 11 năm 2012, bảy năm sau khi vụ kiện được đưa ra. Tòa Hiến pháp quyến định giữ lại điều luật hôn nhân cùng giới với 8 phiếu ủng hộ và 3 phiếu chống.
Ngày 27 tháng 2 năm 2007, Diễn đàn Gia đình Tây Ban Nha đưa ra một bản đề xuất được ký bởi 1,5 triệu người nhằm chỉ hợp pháp hóa sự kết hôn của một người nam và một người nữ (do đó cấm hôn nhân cùng giới). Đề xuất bị Quốc hội bác bỏ. Vào 30 tháng 5 năm 2007, Ủy ban Kỷ luật của Tổng Hội đồng Quyền Xét xử (Comisión Disciplinaria del Consejo General del Poder Judicial -CGPJ-) đã xử thẩm phán Dénia phải bồi thường 305 euro vì đã từ chối hôn nhân của một cặp đồng tính và bị nghiêm cấm thực hiện điều đó lần nữa. Hành vi này bị Ủy ban Kỷ luật cho là một "cỗ máy tuyên truyền" của chính phủ.

## Vấn đề người nước ngoài
Không bao lâu sau khi điều luật được thông qua, nhiều câu hỏi được đưa ra về tình trạng pháp lí của hôn nhân đối với người không phải là Tây Ban Nha sau khi một người Tây Ban Nha và một người quốc tịch Ấn Độ sống ở Catalonia bị từ chối đăng ký kết hôn dựa trên cơ sở Ấn Độ chưa công nhận hôn nhân cùng giới. Tuy nhiên, vào 22 tháng 7, một thẩm phán khác ở Catalonia đã cấp đăng ký kết hôn cho một phụ nữ Tây Ban Nha và bạn đời của cô là người quốc tịch Argentina (hôn nhân đồng tính nữ đầu tiên ở Tây Ban Nha). Vị thẩm phán này đã không đồng ý với quyết định của đồng nghiệp và đã nghiêng về quyền được kết hôn mặc dù luật Argentina lúc đó chưa cho phép hôn nhân cùng giới.
Ngày 27 tháng 7, Junta de Fiscales de Sala – một tổ chức thuộc Đoàn thể Xét xử Công cộng (Public Prosecutor's Corp) đã đề xuất lên văn phòng Bộ Tư pháp, đưa ra ý kiến rằng người LGBT Tây Ban Nha có thể cưới người nước ngoài mà nước đó không cho phép hôn nhân đồng tính. Cuộc hôn nhân đó sẽ hợp pháp theo pháp luật Tây Ban Nha nhưng không mặc nhiên hợp pháp theo pháp luật của đất nước kia. Một quyết định được công bố trên Thông cáo Quốc gia Chính thức:
| “ | hôn nhân giữa một người Tây Ban Nha và một người nước ngoài, hoặc giữa hai người nước ngoài cùng giới sống ở Tây Ban Nha sẽ hợp pháp dựa trên luật pháp Tây Ban Nha ngay cả luật pháp ở đất nước của người đó không cho phép hoặc công nhận kiểu hôn nhân này. | ” |

Theo hướng dẫn của Bộ Tư pháp (Dirección General de Registros y Notariado), các lãnh sự quán Tây Ban Nha ở nước ngoài có thể thực hiện những thủ tục sơ bộ cho đăng ký hôn nhân cùng giới. Ít nhất một trong hai người phải là công dân Tây Ban Nha sống ở khu vực chịu trách nhiệm của lãnh sự quán đó. Tuy nhiên, việc đăng ký kết hôn chỉ có thể được thực hiện ở những lãnh sự quán mà chính quyền sở tại công nhận hôn nhân cùng giới. Trong mọi trường hợp khác, hai người đăng ký phải thực hiện trên lãnh thổ Tây Ban Nha. Hai người nước ngoài không sinh sống ở Tây Ban Nha không thể kết hôn ở Tây Ban Nha, ít nhất một người phải cư trú tại Tây Ban Nha, mặc dù cả hai có thể không có quốc tịch Tây Ban Nha.

## Thống kê
Theo Viện Thống kê Quốc gia Tây Ban Nha (INE), đã có 50.000 cặp đôi cùng giới kết hôn tính đến hết năm 2019: 1.269 năm 2005, 4.313 năm 2006, 3.193 năm 2007, 3.149 năm 2008, 3.082 năm 2009, 3.193 năm 2010, 3.540 năm 2011, 3.455 năm 2012, 3.071 năm 2013, 3.275 năm 2014, 3.738 năm 2015, 4.320 năm 2016, 4.637 năm 2017, 4.870 năm 2018, and 5.108 năm 2019.
| Năm               | Hôn nhân nam-nam | Hôn nhân nữ-nữ | Hôn nhân cùng giới | Tổng hôn nhân | % hôn nhân cùng giới |
| ----------------- | ---------------- | -------------- | ------------------ | ------------- | -------------------- |
| 2005 (từ tháng 7) | 914              | 355            | 1,269              | 119,459       | 1.06                 |
| 2006              | 3,000            | 1,313          | 4,313              | 207,766       | 2.08                 |
| 2007              | 2,141            | 1,052          | 3,193              | 204,772       | 1.56                 |
| 2008              | 2,051            | 1,143          | 3,149              | 197,216       | 1.62                 |
| 2009              | 1,984            | 1,098          | 3,082              | 177,144       | 1.74                 |
| 2010              | 1,955            | 1,238          | 3,193              | 170,440       | 1.87                 |
| 2011              | 2,073            | 1,467          | 3,540              | 163,338       | 2.17                 |
| 2012              | 1,935            | 1,520          | 3,455              | 168,556       | 2.05                 |
| 2013              | 1,648            | 1,423          | 3,071              | 156,446       | 1.96                 |
| 2014              | 1,679            | 1,596          | 3,275              | 162,554       | 2.01                 |
| 2015              | 1,925            | 1,813          | 3,738              | 168,910       | 2.21                 |
| 2016              | 2,188            | 2,132          | 4,320              | 175,343       | 2.46                 |
| 2017              | 2,323            | 2,314          | 4,637              | 173,626       | 2.67                 |
| 2018              | 2,358            | 2,512          | 4,870              | 167,613       | 2.91                 |
| 2019              | 2,478            | 2,630          | 5,108              | 165,578       | 3.08                 |

Năm 2018, Catalonia diễn ra nhiều cuộc hôn nhân cùng giới nhất với 987 cuộc, theo sau là Madrid với 956 cuộc, Andalusia với 774 cuộc, Valencia với 589 cuộc, the Canary Islands với 333 cuộc, the Balearic Islands với 194 cuộc, the Xứ Basque với 191 cuộc, Murcia với 145 cuộc, Castilla-La Mancha với 135 cuộc, Galicia với 124 cuộc, Castile and León với 92 cuộc, Aragon với 68 cuộc, Extremadura với 66 cuộc, Asturias và Navarre với 50 cuộc mỗi vùng, Cantabria với 41 cuộc, La Rioja với 24 cuộc, Melilla với 7 cuộc và Ceuta với 2 cuộc. 42 cuộc hông nhân cùng giới khác diễn ra ở nước ngoài.

## Những cặp kết hôn nổi bật
Dù không được tính là hôn nhân cùng giới chính thức, năm 1901, Marcela Gracia Ibeas và Elisa Sanchez Loriga đã kết hôn với nhau khi Elisa bí mật được tái rửa tội thành một người đàn ông.
Kể từ khi luật có hiệu lực từ năm 2005, các cặp đôi cùng giới thuộc mọi tầng lớp xã hội Tây Ban Nha đã tham gia hưởng ứng. Trong năm đầu nhận được sự phê chuẩn của hoàng gia, luật đã có sức ảnh hướng đối với nhà lãnh đạo Đảng Xã hội kiêm Ủy viên hội đồng thành phố Madrid Pedro Zerolo khi ông kết hôn với Jesús Santos vào tháng 1 và người dẫn chương trình truyền hình nổi tiếng Jesús Vázquez khi ông kết hôn Roberto Cortés vào tháng 3. Tháng 10 năm 2005, Thẩm phán chống khủng bố nổi tiếng của Tây Ban Nha Fernando Grande-Marlaska kết hôn với vị hôn thê Gorka Gómez. Tháng 8 năm 2006, Ủy viên hội đồng thành phố Ourense và là thành viên của Đảng Nhân dân từng phản đối bộ luật Pepe Araujo đã kết hôn với Nino Crespo. Tháng 9 năm 2006, Alberto Linero Marchena và Alberto Sánchez Fernández là hai binh sĩ quân đội được phân công tại Căn cứ không quân Morón gần Seville đã trở thành cặp quân nhân đầu tiên kết hôn theo quy định của luật mới. Tháng 8 năm 2008, Doña, nữ công tước thứ 21 của Medina Sidonia và là người ba lần được phong Grandee (một danh hiệu quý tộc, bà được phong Red Duchess vì các hoạt động xã hội) Luisa Isabel Álvarez de Toledo trở thành quý tộc có chức vị cao nhất kết hôn với người yêu lâu năm của bà là Liliana Maria Dahlmann khi bà lâm chung trên giường bệnh (articulo mortis). Người vợ đó hiện nay trở thành Quả phụ Công tước xứ Medina Sidonia. Tháng 6 năm 2015, Javier Maroto là Thị trưởng thủ đô Vitoria-Gasteiz của xứ Basque tuyên bố đính hôn với người yêu lâu năm Josema Rodríguez. Đám cưới được tổ chức vào ngày 18 tháng 9 năm 2015 tại Tòa thị chính của Vitoria. Maroto là một thành viên thuộc Ủy ban quốc gia của Đảng Nhân dân bảo thủ, nổi tiếng với quan điểm trái ngược lập trường của chính đảng liên quan đến vấn đề hôn nhân cùng giới ở Tây Ban Nha. Thủ tướng Mariano Rajoy, người từng không thừa nhận việc chấp thuận luật hôn nhân cùng giới khi còn là Thủ lĩnh phe đối lập, đã tham dự lễ cưới với tư cách khách mời.

## Dư luận
Theo một thăm dò của Trung tâm Điều tra Xã hội của chính phủ (Centro de Investigaciones Sociológicas), công bố tháng 4 năm 2005, 66% người Tây Ban Nha ủng hộ hợp pháp hóa hôn nhân cùng giới. Một thăm dò khác của Viện Opina một ngày trước khi dự luật được thông qua cho kết quả 62,1% ủng hộ dự luật hôn nhân cùng giới và 49,1% ủng hộ một cặp cùng giới có quyền nhận con nuôi. Một thăm dò của Viện Opina 9 tháng sau khi dự luật được thông qua cho thấy 61% đồng ý với quyết định của chính phủ.
Ngày 25 tháng 7 năm 2007, Tổ chức BBVA công bố báo cáo Chân dung Xã hội của người Tây Ban Nha (Social portrait of Spanish people), cho thấy 60% dân số Tây Ban Nha ủng hộ hôn nhân cùng giới. Sự ủng hộ chủ yếu đến từ những người trẻ, từ 15 tới 34 tuổi (75%), những người có học vấn cao hơn (71%), những người không theo tôn giáo (75,5%) và những người tự xác định là có tư tưởng chính trị cánh tả và trung tả (71,9%). Tuy nhiên, chỉ 44% dân số ủng hộ quyền nhận con nuôi của một cặp đồng tính, trong khi 42% phản đối quyền này.
Một thăm dò Ipsos vào tháng 5 năm 2013, thấy rằng 76% người tham gia ủng hộ hôn nhân cùng giới và 13% khác ủng hộ một dạng khác của việc công nhận quan hệ của một cặp đôi cùng giới.
Theo thăm dò Ifop, tháng 5 năm 2013, 71% người Tây Ban Nha ủng hộ cho phép một cặp đôi cùng giới kết hôn và nhận con nuôi.
Cuộc khảo sát của Eurobarometer năm 2015 cho thấy 84% người Tây Ban Nha nghĩ rằng hôn nhân cùng giới nên được cho phép trên khắp châu Âu, trong khi 10% lại phản đối.
Cuộc thăm dò của Pew Research Center, được thực hiện vào giữa tháng 4 và tháng 8 năm 2017 và công bố vào tháng năm 2018, cho thấy rằng 77% người Tây Ban Nha ủng hộ hôn nhân cùng giới, 13% phản đối và 10% không biết nên đồng ý hay phản đối hoặc từ chối trả lời. Xét theo tôn giáo, 90% người không theo tôn giáo, 79% tín hữu Kitô giáo không còn sinh hoạt tôn giáo và 59% tín hữu Kitô giáo còn sinh hoạt tôn giáo ủng hộ hôn nhân cùng giới. Tỉ lệ phản đối chiếm 7% rơi vào nhóm người 18–34 tuổi.
Khảo sát năm 2019 của Eurobarometer cho thấy 86% người Tây Ban Nha nghĩ hôn nhân cùng giới nên được cho phép trên toàn châu Âu, 9% phản đối.